# 朱晓彤
朱晓彤是一位來自中國的企業高管。
朱晓彤出生在中国辽宁沈阳，後來持有新西兰护照。他擁有奥克兰理工大学信息技术商业学士学位（2004年畢業）以及杜克大学福库商学院工商管理碩士學位（2010年畢業）。从杜克大学毕业后，朱晓彤在其杜克大学的同学创办的一家公司担任项目经理，为在非洲从事基础设施项目的中国承包商提供咨询。 
朱晓彤的非洲经历引起了时任特斯拉全球副总裁、中国区总裁吴碧瑄的注意。吴碧瑄聘请朱晓彤加入特斯拉，負責在中国建设特斯拉的超级充电桩网络。朱晓彤于2014年4月加入特斯拉，擔任中国增压器项目经理。之後特斯拉在中国建成了近40座超级充电站，并在全国60多个城市建成超过600个充电桩。半年多之后，朱晓彤出任特斯拉中国区负责人。2014年12月，朱晓彤被任命为特斯拉全球副总裁兼中国区总裁，負責特斯拉大中华区以及特斯拉上海超级工厂的業務。  在上海封城期间，朱晓彤留守特斯拉上海超级工厂。  由於特斯拉上海超级工厂是特斯拉产能最高的工厂，馬斯克開始注意到了朱晓彤。2022年年底，特斯拉得克萨斯超级工厂遇到产能问题，马斯克要求朱晓彤前往美国馳援。
2023年4月，朱晓彤升任特斯拉高级副总裁。朱晓彤主要负责特斯拉的汽車製造和销售业务。 